# Gösta Nordenswan
Gustaf (Gösta) Magnus Nordenswan, född 27 november 1886 i Kuopio, död 27 september 1959 i Helsingfors, var en finländsk elektroingenjör och industriman. 
Nordenswan bedrev tekniska studier i Schweiz och Tyskland och var därefter under femår verksam i USA. Efter att ha återvänt till Finland tjänstgjorde han vid Helsingfors stads elverk 1913–1917 samt var verkställande direktör för Sydfinska Kraft Ab 1917–1937 och för Nokia Ab 1929–1958. 
I egenskap av chef för den privata industrins kraftöverföringsbolag var Nordenswan motståndare till att statsägda Imatran Voima byggde kraftledningar till sydvästra Finland, men lyckades inte få stöd för detta på tongivande håll. Han utgav historiker över Sydfinska Kraftaktiebolaget (1941) och Västra Finlands Kraft (1946). Han tilldelades bergsråds titel 1948.